# Manekin

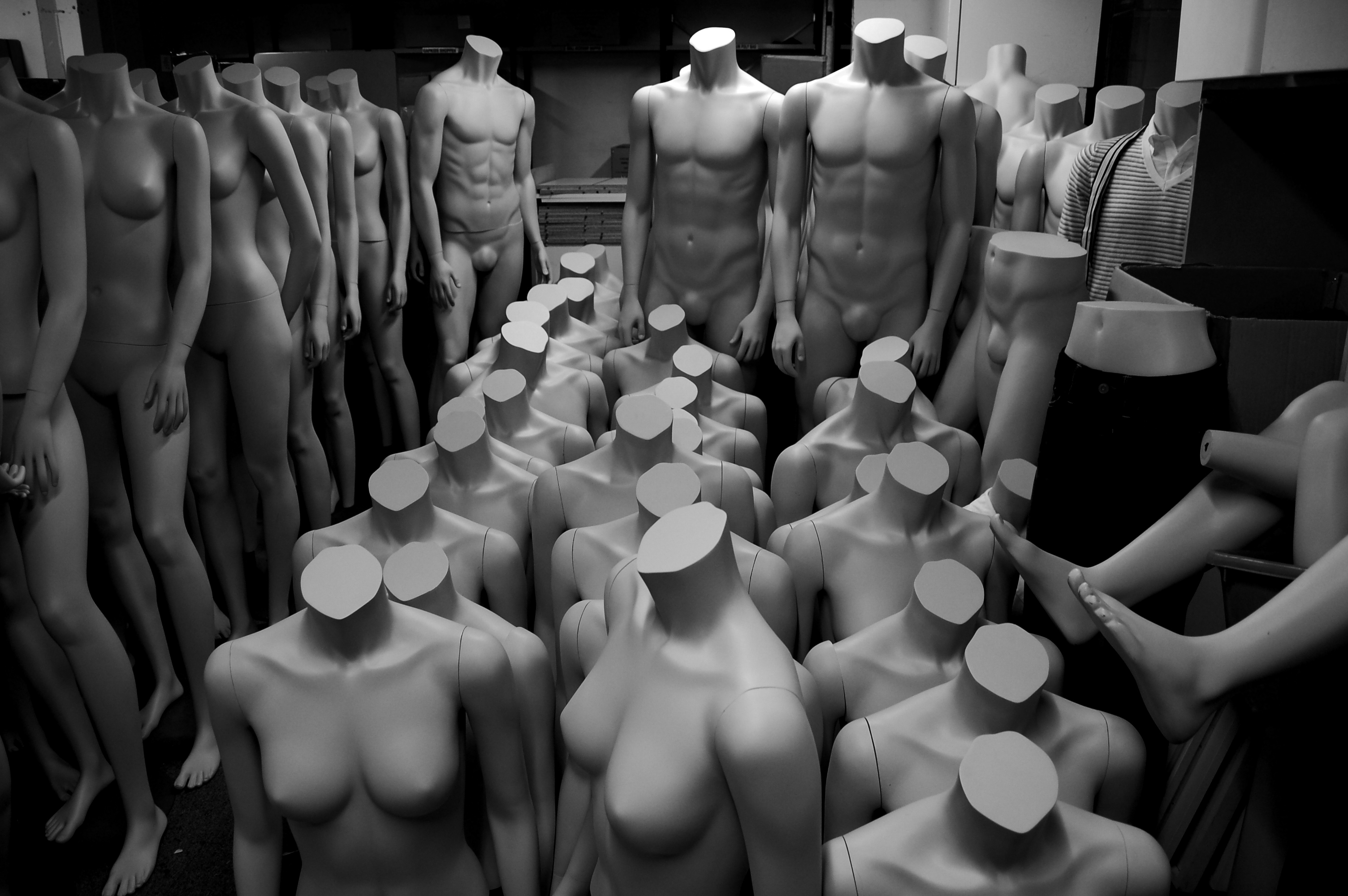
Manekiny w sklepie w Londynie

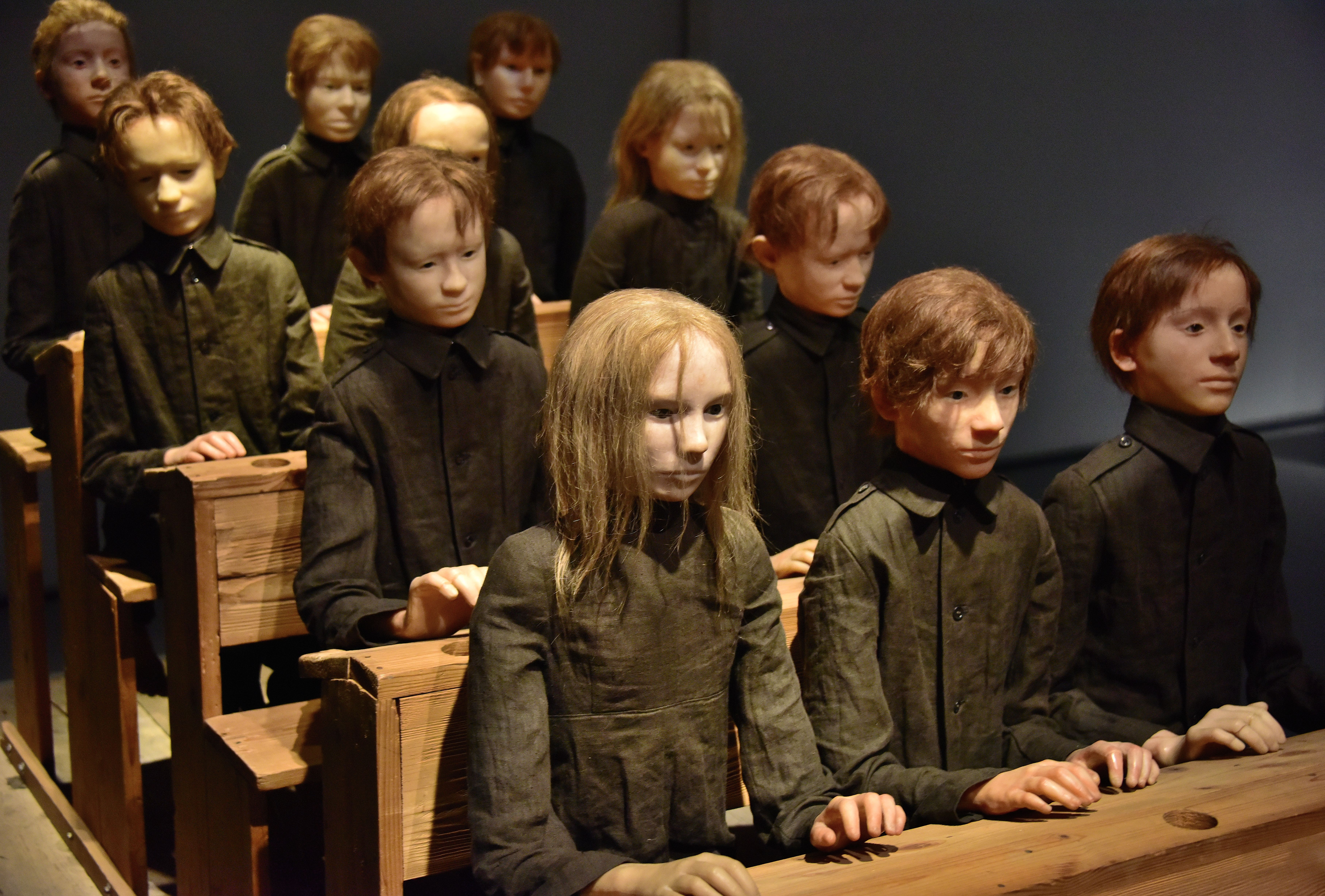
Przykład wykorzystania manekinów w sztuce. Dzieci w ławkach z przedstawienia Umarła klasa Tadeusza Kantora na wystawie w Ośrodku Dokumentacji Sztuki Tadeusza Kantora Cricoteka w Krakowie

Manekin – figura mająca imitować człowieka. Ma zastosowanie zarówno w przemyśle jak i w sztuce. Manekiny wykorzystuje się wszędzie tam, gdzie zaistnieje potrzeba coś wyeksponować (przemysł odzieżowy, malarstwo) jak i w badaniach, w których celem jest zbadanie zachowania ludzkiego ciała na określone warunki a wykorzystanie człowieka zagrażałoby jego zdrowiu (np. testy zderzeniowe). Manekin występuje też w sztuce jako istota podatna na wszelkie wpływy z zewnątrz lub całkowicie obojętna wobec wszystkiego co widzi.

## Manekiny w modzie
Manekiny najczęściej wykorzystywane są w modzie, do ekspozycji ubrań na witrynach sklepów i na powierzchni sklepowej. Istnieje trzy podstawowe kategorie manekinów przeznaczonych dla rynku mody:
- Manekiny naturalne – postaci charakteryzujące się wyglądem możliwie najwierniej zbliżonym do naturalnego wyglądu człowieka
- Manekiny abstrakcyjne – postaci charakteryzujące się wyglądem pozbawionym ludzkich cech. Manekiny abstrakcyjne najczęściej nie posiadają rys twarzy, makijażu, zarysów klatki piersiowej oraz malowane są na sztuczne kolory.
- Body Forms – Body Forms, inaczej zwane „formami”, to manekiny służące do ekspozycji odzieży, które nie zasługują na miano manekina całopostaciowego. Body Forms to torsy, nogi i manekiny pozbawione głowy (tzw. headless).

Powyższe kategorie dzielą się również na podkategorie ze względu na:
- płeć – kobiece, męskie;
- kolor skóry – np. etniczne;
- wiek – np. dziecięce;
- pozycję – np. dynamiczne, siedzące;

## Wytwarzanie
Podstawowym materiałem wykorzystywanym w produkcji manekinów wykorzystywanych w modzie jest wzmacniane włókno szklane. To najtańsza metoda produkcji wykorzystywana przede wszystkim w państwach Bliskiego i Dalekiego Wschodu. Istnieją kontrowersje wokół wykorzystywania włókna szklanego, jako materiału podejrzewanego o właściwości rakotwórcze. Zdania naukowców są podzielone na ten temat. Między innymi z tego powodu włókno szklane wypierane jest przez polistyren przy produkcji manekinów. Polistyren jest masowo wykorzystywany w przemyśle, np. do produkcji styropianu.
W niemasowej produkcji manekinów wykorzystuje się także drewno, papier (np. we włoskich technikach).
Po procesie formowania kolejnych części manekina następuje obróbka formy, wykańczanie i następnie malowanie. Na końcu procesu produkcyjnego dopasowywane są makijaż, peruki i montowane podstawy.